# Schmalspurbahn Heidenau–Altenberg
| Ausschnitt der Streckenkarte Sachsen (1902) |                     |                                                                 |                                                                 |
| Streckennummer: | sä. HA              |                                                                 |                                                                 |
| Kursbuchstrecke: | 132m (1934)         |                                                                 |                                                                 |
| Streckenlänge: | 41,54 km            |                                                                 |                                                                 |
| Spurweite: | 750 mm (Schmalspur) |                                                                 |                                                                 |
| Maximale Neigung: | 30 ‰                |                                                                 |                                                                 |
| Minimaler Radius: | 100 m               |                                                                 |                                                                 |
| Streckengeschwindigkeit: | 30 km/h             |                                                                 |                                                                 |
| |                     |                                                                 |                                                                 |
| # \| \| 0,000 \| Heidenau (bis 1920: Mügeln b. Pirna) \| 120 m \| \| \| \| (Übergang von der Strecke Bodenbach–Dresden) \| \| \| \| 2,143 \| Anschl Gußstahlzieherei Langer \| Anschl Gußstahlzieherei Langer \| \| \| 2,366 \| Dohna (Sachs) \| 134 m \| \| \| 3,331 \| Müglitz (20 m) \| Müglitz (20 m) \| \| \| 3,420 \| Anschl Schloßmühle Dohna \| Anschl Schloßmühle Dohna \| \| \| 3,662 \| Anst Chemische Fabrik Humann & Teisler \| Anst Chemische Fabrik Humann & Teisler \| \| \| 3,748 \| Müglitz \| Müglitz \| \| \| 3,790 \| Anschl Strohstoffwerke Köttewitz \| Anschl Strohstoffwerke Köttewitz \| \| \| 3,948 \| Anschl Strohstoffwerke Köttewitz \| Anschl Strohstoffwerke Köttewitz \| \| \| 4,640 \| Köttewitz \| 151 m \| \| \| 5,311 \| Anschl Papier- und Kartonfabrik Köttewitz \| Anschl Papier- und Kartonfabrik Köttewitz \| \| \| 5,468 \| Müglitz (20 m) \| Müglitz (20 m) \| \| \| 5,688 \| Müglitz \| Müglitz \| \| \| 6,340 \| Weesenstein \| 166 m \| \| \| 6,880 \| Müglitz (12 m) \| Müglitz (12 m) \| \| \| 7,011 \| Müglitz (12 m) \| Müglitz (12 m) \| \| \| 7,550 \| Anschl Rhadoonit-Werke \| Anschl Rhadoonit-Werke \| \| \| 7,811 \| Müglitz \| Müglitz \| \| \| 8,400 \| Anschl Holzschleiferei \| Anschl Holzschleiferei \| \| \| 8,477 \| Müglitz (14 m) \| Müglitz (14 m) \| \| \| 8,840 \| Burkhardswalde-Maxen \| 188 m \| \| \| 10,000 \| Anschl Zellstoffwerk Peschelmühle \| Anschl Zellstoffwerk Peschelmühle \| \| \| 11,010 \| Häselich \| 206 m \| \| \| 13,165 \| Anschl Pappenfabrik Graf \| Anschl Pappenfabrik Graf \| \| \| 14,210 \| Niederschlottwitz \| 237 m \| \| \| 14,373 \| Anschl Kornhaus / Kohlenhandel Bärenhecke \| Anschl Kornhaus / Kohlenhandel Bärenhecke \| \| \| 14,600 \| Anschl Sächsische Maschinenfabrik & Eisengießerei \| Anschl Sächsische Maschinenfabrik & Eisengießerei \| \| \| 16,430 \| Oberschlottwitz \| 260 m \| \| \| 19,510 \| Dittersdorf (b Glashütte/Sachs) \| 304 m \| \| \| 20,690 \| Glashütte (Sachs) \| 319 m \| \| \| 22,695 \| Müglitz (12 m) \| Müglitz (12 m) \| \| \| 23,440 \| Schüllermühle \| 354 m \| \| \| 23,605 \| Müglitz (12 m) \| Müglitz (12 m) \| \| \| 25,078 \| Müglitz (18 m) \| Müglitz (18 m) \| \| \| 25,615 \| Müglitz (14 m) \| Müglitz (14 m) \| \| \| 25,700 \| Bärenhecke-Johnsbach \| 384 m \| \| \| 25,708 \| Anschl Kornhaus und Brotfabrik Bärenhecke \| Anschl Kornhaus und Brotfabrik Bärenhecke \| \| \| 27,295 \| Anschl Papierfabrik Bärenklau \| Anschl Papierfabrik Bärenklau \| \| \| 28,320 \| Bärenstein (b Glashütte/Sachs) \| 418 m \| \| \| 29,998 \| Anschl Sägewerk Zimmermann / Lüttichau \| Anschl Sägewerk Zimmermann / Lüttichau \| \| \| 31,890 \| Lauenstein \| 470 m \| \| \| 33,000 \| Anschl Gaswerk Lauenstein / Elektrizitätswerk Altenberg-Geising \| Anschl Gaswerk Lauenstein / Elektrizitätswerk Altenberg-Geising \| \| \| 33,850 \| Hartmannmühle \| 522 m \| \| \| 34,414 \| Anschl Ostdeutsche Hartsteinwerke \| Anschl Ostdeutsche Hartsteinwerke \| \| \| 35,969 \| Viadukt Geising (66 m) \| Viadukt Geising (66 m) \| \| \| 36,009 \| Geising (bis 1923: Geising-Altenberg) \| 590 m \| \| \| 39,600 \| Geisingberg-Sprungschanze \| 699 m \| \| \| 41,540 \| Altenberg (Erzgeb) (ab 1923) \| 754 m \| \| \| 41,685 \| (Streckenende) \| (Streckenende) \| \| \| \| \| \| \| Quellen: [1] \| \| \| \| |                     |                                                                 |                                                                 |
| Kopfbahnhof Streckenanfang (Strecke außer Betrieb) | 0,000               | Heidenau (bis 1920: Mügeln b. Pirna)                            | 120 m                                                           |
| Strecke (außer Betrieb) |                     | (Übergang von der Strecke Bodenbach–Dresden)                    | (Übergang von der Strecke Bodenbach–Dresden)                    |
| Abzweig geradeaus und von rechts (Strecke außer Betrieb) | 2,143               | Anschl Gußstahlzieherei Langer                                  | Anschl Gußstahlzieherei Langer                                  |
| Bahnhof (Strecke außer Betrieb) | 2,366               | Dohna (Sachs)                                                   | 134 m                                                           |
| Brücke (Strecke außer Betrieb) | 3,331               | Müglitz (20 m)                                                  | Müglitz (20 m)                                                  |
| Abzweig geradeaus und nach rechts (Strecke außer Betrieb) | 3,420               | Anschl Schloßmühle Dohna                                        | Anschl Schloßmühle Dohna                                        |
| Abzweig geradeaus und nach links (Strecke außer Betrieb) | 3,662               | Anst Chemische Fabrik Humann & Teisler                          | Anst Chemische Fabrik Humann & Teisler                          |
| Brücke (Strecke außer Betrieb) | 3,748               | Müglitz                                                         | Müglitz                                                         |
| Abzweig geradeaus und nach links (Strecke außer Betrieb) | 3,790               | Anschl Strohstoffwerke Köttewitz                                | Anschl Strohstoffwerke Köttewitz                                |
| Abzweig geradeaus und von links (Strecke außer Betrieb) | 3,948               | Anschl Strohstoffwerke Köttewitz                                | Anschl Strohstoffwerke Köttewitz                                |
| Haltepunkt / Haltestelle (Strecke außer Betrieb) | 4,640               | Köttewitz                                                       | 151 m                                                           |
| Abzweig geradeaus und von rechts (Strecke außer Betrieb) | 5,311               | Anschl Papier- und Kartonfabrik Köttewitz                       | Anschl Papier- und Kartonfabrik Köttewitz                       |
| Brücke (Strecke außer Betrieb) | 5,468               | Müglitz (20 m)                                                  | Müglitz (20 m)                                                  |
| Brücke (Strecke außer Betrieb) | 5,688               | Müglitz                                                         | Müglitz                                                         |
| Bahnhof (Strecke außer Betrieb) | 6,340               | Weesenstein                                                     | 166 m                                                           |
| Brücke (Strecke außer Betrieb) | 6,880               | Müglitz (12 m)                                                  | Müglitz (12 m)                                                  |
| Brücke (Strecke außer Betrieb) | 7,011               | Müglitz (12 m)                                                  | Müglitz (12 m)                                                  |
| Abzweig geradeaus und nach links (Strecke außer Betrieb) | 7,550               | Anschl Rhadoonit-Werke                                          | Anschl Rhadoonit-Werke                                          |
| Brücke (Strecke außer Betrieb) | 7,811               | Müglitz                                                         | Müglitz                                                         |
| Abzweig geradeaus und nach links (Strecke außer Betrieb) | 8,400               | Anschl Holzschleiferei                                          | Anschl Holzschleiferei                                          |
| Brücke (Strecke außer Betrieb) | 8,477               | Müglitz (14 m)                                                  | Müglitz (14 m)                                                  |
| Bahnhof (Strecke außer Betrieb) | 8,840               | Burkhardswalde-Maxen                                            | 188 m                                                           |
| Abzweig geradeaus und nach links (Strecke außer Betrieb) | 10,000              | Anschl Zellstoffwerk Peschelmühle                               | Anschl Zellstoffwerk Peschelmühle                               |
| Haltepunkt / Haltestelle (Strecke außer Betrieb) | 11,010              | Häselich                                                        | 206 m                                                           |
| Abzweig geradeaus und von rechts (Strecke außer Betrieb) | 13,165              | Anschl Pappenfabrik Graf                                        | Anschl Pappenfabrik Graf                                        |
| Bahnhof (Strecke außer Betrieb) | 14,210              | Niederschlottwitz                                               | 237 m                                                           |
| Abzweig geradeaus und von links (Strecke außer Betrieb) | 14,373              | Anschl Kornhaus / Kohlenhandel Bärenhecke                       | Anschl Kornhaus / Kohlenhandel Bärenhecke                       |
| Abzweig geradeaus und nach links (Strecke außer Betrieb) | 14,600              | Anschl Sächsische Maschinenfabrik & Eisengießerei               | Anschl Sächsische Maschinenfabrik & Eisengießerei               |
| Bahnhof (Strecke außer Betrieb) | 16,430              | Oberschlottwitz                                                 | 260 m                                                           |
| Haltepunkt / Haltestelle (Strecke außer Betrieb) | 19,510              | Dittersdorf (b Glashütte/Sachs)                                 | 304 m                                                           |
| Bahnhof (Strecke außer Betrieb) | 20,690              | Glashütte (Sachs)                                               | 319 m                                                           |
| Brücke (Strecke außer Betrieb) | 22,695              | Müglitz (12 m)                                                  | Müglitz (12 m)                                                  |
| Bahnhof (Strecke außer Betrieb) | 23,440              | Schüllermühle                                                   | 354 m                                                           |
| Brücke (Strecke außer Betrieb) | 23,605              | Müglitz (12 m)                                                  | Müglitz (12 m)                                                  |
| Brücke (Strecke außer Betrieb) | 25,078              | Müglitz (18 m)                                                  | Müglitz (18 m)                                                  |
| Brücke (Strecke außer Betrieb) | 25,615              | Müglitz (14 m)                                                  | Müglitz (14 m)                                                  |
| Bahnhof (Strecke außer Betrieb) | 25,700              | Bärenhecke-Johnsbach                                            | 384 m                                                           |
| Abzweig geradeaus und von rechts (Strecke außer Betrieb) | 25,708              | Anschl Kornhaus und Brotfabrik Bärenhecke                       | Anschl Kornhaus und Brotfabrik Bärenhecke                       |
| Abzweig geradeaus und von rechts (Strecke außer Betrieb) | 27,295              | Anschl Papierfabrik Bärenklau                                   | Anschl Papierfabrik Bärenklau                                   |
| Bahnhof (Strecke außer Betrieb) | 28,320              | Bärenstein (b Glashütte/Sachs)                                  | 418 m                                                           |
| Abzweig geradeaus und von rechts (Strecke außer Betrieb) | 29,998              | Anschl Sägewerk Zimmermann / Lüttichau                          | Anschl Sägewerk Zimmermann / Lüttichau                          |
| Bahnhof (Strecke außer Betrieb) | 31,890              | Lauenstein                                                      | 470 m                                                           |
| Abzweig geradeaus und nach links (Strecke außer Betrieb) | 33,000              | Anschl Gaswerk Lauenstein / Elektrizitätswerk Altenberg-Geising | Anschl Gaswerk Lauenstein / Elektrizitätswerk Altenberg-Geising |
| Haltepunkt / Haltestelle (Strecke außer Betrieb) | 33,850              | Hartmannmühle                                                   | 522 m                                                           |
| Abzweig geradeaus und nach rechts (Strecke außer Betrieb) | 34,414              | Anschl Ostdeutsche Hartsteinwerke                               | Anschl Ostdeutsche Hartsteinwerke                               |
| Brücke (Strecke außer Betrieb) | 35,969              | Viadukt Geising (66 m)                                          | Viadukt Geising (66 m)                                          |
| Bahnhof (Strecke außer Betrieb) | 36,009              | Geising (bis 1923: Geising-Altenberg)                           | 590 m                                                           |
| Haltepunkt / Haltestelle (Strecke außer Betrieb) | 39,600              | Geisingberg-Sprungschanze                                       | 699 m                                                           |
| Bahnhof (Strecke außer Betrieb) | 41,540              | Altenberg (Erzgeb) (ab 1923)                                    | 754 m                                                           |
| | 41,685              | (Streckenende)                                                  | (Streckenende)                                                  |
| |                     |                                                                 |                                                                 |
| Quellen: |                     |                                                                 |                                                                 |

Die Schmalspurbahn Heidenau–Altenberg (auch: Müglitztalbahn) war eine sächsische Schmalspurbahn im Osterzgebirge. Sie begann in Heidenau an der Bahnstrecke Bodenbach–Dresden-Neustadt und führte durch das Müglitztal über Glashütte, Lauenstein und Geising nach Altenberg (Erzgebirge). Die 1890 eröffnete Strecke wurde 1938 stillgelegt und durch eine weitgehend neu trassierte normalspurige Nebenbahn ersetzt. Diese neugebaute Bahnstrecke Heidenau–Kurort Altenberg ist bis heute in Betrieb.

## Geschichte

### Vorgeschichte und Bau
Mitte des 19. Jahrhunderts setzte im Müglitztal ein von kleinen und mittleren Betrieben getragener industrieller Aufschwung ein, dessen Anfang der Beginn der Uhrenfertigung in Glashütte im Jahr 1845 markierte. Zudem entstanden nach der Erfindung eines Papierherstellungsverfahrens durch Friedrich Gottlob Keller (1843) entlang der Müglitz zahlreiche kleinere Fertigungsstätten der Holz- und Papierindustrie, aus denen größere Papierfabriken wie die Peschelmühle nahe Burkhardswalde (1875) und die Pappenfabrik Glashütte (1886) hervorgingen. Auch metallverarbeitende Betriebe wie die Maschinenfabrik und Eisengießerei Schlottwitz (1874) etablierten sich zunehmend. Der Aufschwung der gewerblichen Wirtschaft ist in engem Zusammenhang mit den im Dresdner Elbtal heranwachsenden Industrien zu sehen, die ihren Bedarf durch Zulieferungen aus der näheren Umgebung deckten. Den erhöhten Anforderungen (Anfahrt von Rohstoffen, Abtransport von Fertigprodukten) war das Transportwesen nicht gewachsen, so dass zwischen 1846 und 1864 die Müglitztalstraße (heute S 178) aus- und neugebaut wurde.
Mittelfristig war aber auch die Talstraße den ständig wachsenden Warenmengen kaum gewachsen, zumal auch der Bedarf an billiger Braunkohle zum Betrieb der Dampfkesselanlagen stieg. Da Pferdefuhrwerke in Kapazität, Geschwindigkeit und Kosten der Eisenbahn unterlegen waren, forderten Fabrikanten, Kaufleute, Gewerbevereine und Vertreter der Städte ab 1865 den Bau einer Bahnlinie. Sie sollte die Gemeinden im Müglitztal einerseits an die Hauptstrecke Dresden–Bodenbach und andererseits über den Erzgebirgskamm an die Braunkohlevorkommen im Nordböhmischen Becken anbinden. Nachdem die Konkurrenzfähigkeit der Unternehmen im Tal in den 1880er Jahren aufgrund der schlechten Erreichbarkeit spürbar nachließ, stimmte der Sächsische Landtag im Dezember 1887 dem Bau einer Eisenbahn zu.
Die möglichen Linienführungen von Lockwitz über Kreischa nach Schlottwitz sowie von Pirna über Zehista und Liebstadt wurden wegen der notwendigen Gegensteigungen verworfen. Sie hätten auch die Fabrikanlagen im unteren Müglitztal nicht angebunden. Die Genehmigung bezog sich deshalb schließlich auf den Bau einer Strecke im Müglitztal von Mügeln bei Pirna nach Geising. Sie wurde – wie seinerzeit bei den meisten sächsischen Sekundärbahnen üblich – als Schmalspurbahn mit einer Spurweite von 750 mm projektiert. Eine (direkte) Weiterführung nach Nordböhmen wurde verworfen, da die Verkehrsmenge als nicht ausreichend angesehen wurde und die Finanzierung der technisch aufwändigen Streckenführung zur Überwindung des Erzgebirgskamms nicht gesichert war.

### Betrieb
Nach zweijähriger Bauzeit, bei der bis zu 1100 Arbeiter im Monat beschäftigt waren, wurde die Strecke am 17. November 1890 in Betrieb genommen. Sie war 36,1 km lang und überwand einen Höhenunterschied von 470 m. Das enge und windungsreiche Tal stellte erhebliche Ansprüche an die Streckenführung. Von der Gesamtlänge befanden sich 86 % in Steigung (31 km) und 40 % in Gleisbögen (14,5 km). Der Viadukt Geising war mit 65 m Länge die längste der 57 errichteten Brücken. Vorerst bekam Altenberg keinen Anschluss an die Bahn, da für den Steilstreckenabschnitt Geising – Altenberg weder finanzielle Mittel noch geeignete Lokomotiven zur Verfügung standen. Der „Trick“ der Staatseisenbahn, dem Bahnhof Geising offiziell den Doppelnamen „Geising-Altenberg“ zu verleihen, brachte der Bergstadt kaum etwas, da sie ca. 3 km und 160 Höhenmeter von Geising trennten. Trotz dieses kleinen „Makels“ wurde die Inbetriebnahme der Bahn von den Talbewohnern mit Festen, Feuerwerken und Böllerschüssen begrüßt. Der erste Fahrplan sah vier tägliche Zugpaare vor, die Fahrtzeit betrug für die Gesamtstrecke etwa 150 min, eine einfache Fahrt kostete in der 2. Klasse 2,30 Mark.

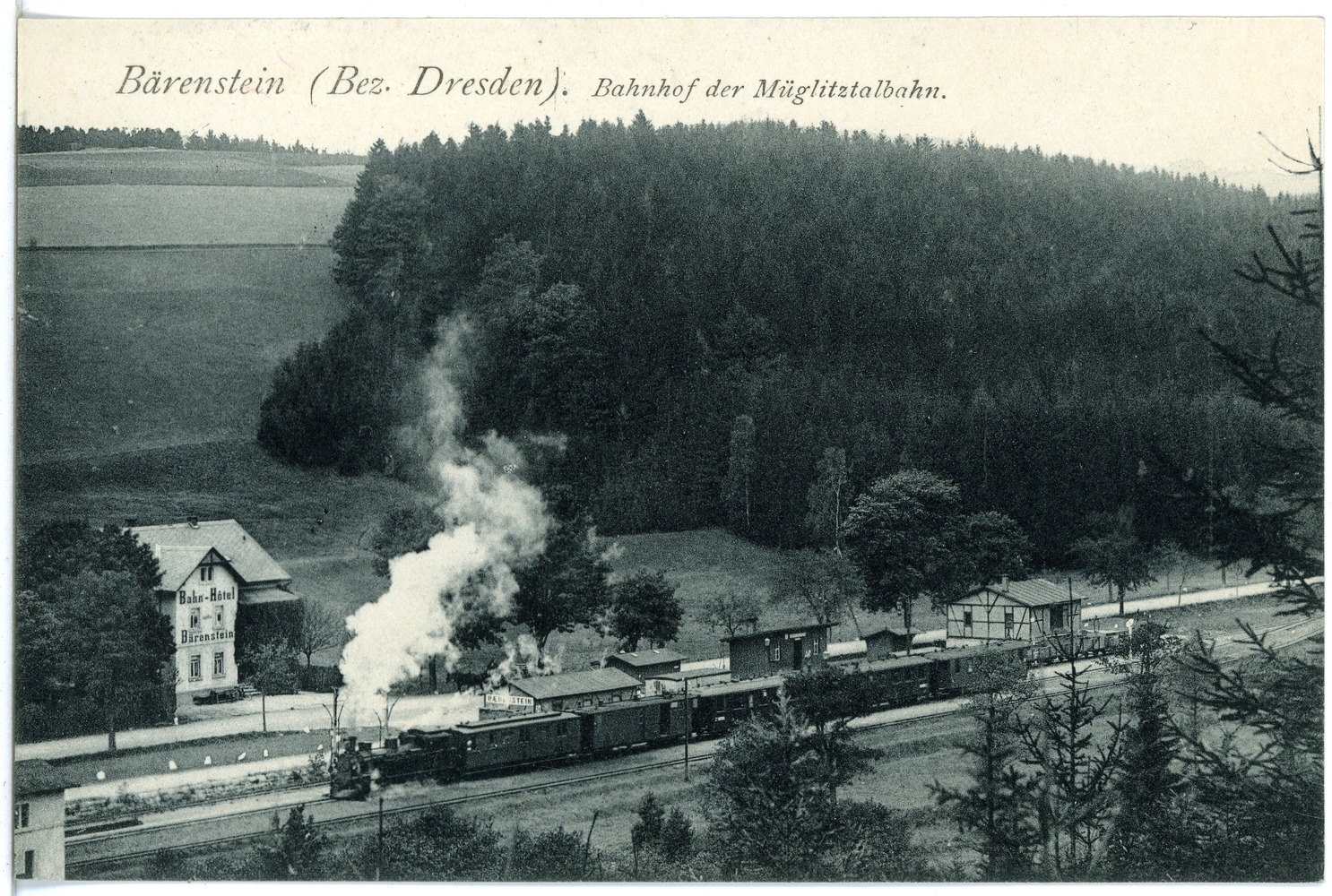
Personenzug mit sächsischer V K im Bahnhof Bärenstein (1915)

Die insgesamt 3,6 Millionen Mark teure Bahn trug wesentlich zum wirtschaftlichen Aufschwung der Anliegergemeinden bei. Bereits 1895 waren 14 Industrieanlagen durch Zweiggleise angeschlossen. Neben Fertigerzeugnissen wurden vor allem Braunkohle, Holzstoff, Stroh- und Strohstoff, Papier, Holz und Ziegel transportiert, seit den 1920er-Jahren im Winter auch Eisblöcke aus den Altenberger Galgenteichen für die Dresdner Kühlhäuser. Auch der Personenverkehr war bedeutsam. Zahlreiche Ausflügler nutzten die Bahn, um aus Dresden und dem Elbtal in die ruhig gelegenen Erzgebirgsorte zu gelangen, die sich zu Sommerfrischen entwickelten. Die Schneesicherheit der oberen Lagen brachte der Bahn zudem seit der Jahrhundertwende einen starken Wintersportverkehr ein. In der Folge entwickelte sie sich zu einer der wirtschaftlichsten Strecken im sächsischen Schmalspurbahnnetz. Aufgrund des starken Güterverkehrs wurden um 1914 für den Abschnitt Mügeln – Weesenstein sogar Pläne zur betrieblichen Trennung des Güter- und Personenverkehrs durch den Bau eines zweiten Gleises erörtert. Diese Pläne kamen aber aufgrund der wirtschaftlichen Nachkriegskrise nicht zur Ausführung. Stattdessen geriet die Streckenverlängerung bis Altenberg in den Mittelpunkt des Interesses. Die Bergstadt schlug wiederholt einen Weiterbau der Bahn vor. Verschiedene Planungen sahen eine Fortsetzung von Geising über Altenberg nach Moldau oder Hermsdorf (Bahnstrecke Nossen–Moldau bzw. Prag–Brüx–Moldau), Kipsdorf (Weißeritztalbahn) oder Frauenstein (Schmalspurbahn Klingenberg-Colmnitz–Frauenstein) vor.

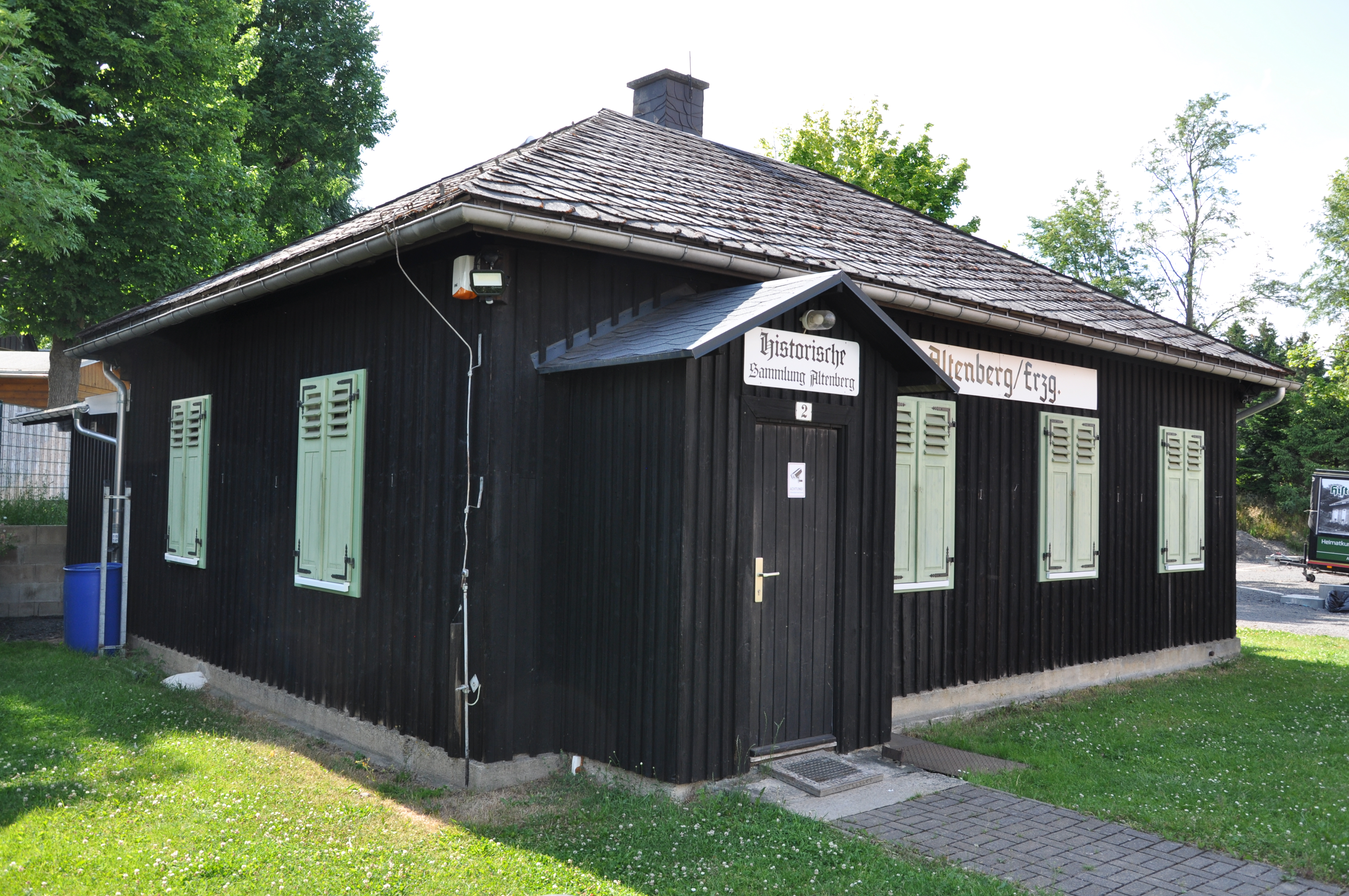
Der Bahnhof Altenberg erhielt 1923 nur ein provisorisches Empfansgebäude. Es existiert auch heute noch. (2025)

Von Seiten der Regierung erfolgte wegen hoher Baukosten und der zu erwartenden geringen Einnahmen keine Unterstützung der Projekte. Die 1914 beschlossene Erweiterung der Strecke bis nach Altenberg scheiterte vorerst am Beginn des Ersten Weltkrieges, wurde dann aber 1919 als Notstandsarbeit begonnen. Innerhalb von vier Jahren war die 5,5 km lange Steigungsstrecke an der Flanke des Geisingberges fertiggestellt. Am 10. November 1923 wurde die Strecke eröffnet.
Am 8. Juli 1927 kam es infolge einer Vb-Wetterlage zu einem verheerenden Hochwasser im Osterzgebirge. Nach stundenlangem Dauerregen entluden sich am Abend auf dem Erzgebirgskamm mehrere Gewitter mit enormen Regenmengen, die sich dann als meterhohe Flutwelle zu Tal wälzten. Nachdem bereits der Bahnhof Lauenstein unter Wasser stand, konnte der dortige Fahrdienstleiter den Abendzug nach Altenberg in Glashütte stoppen. Nach 22:00 Uhr traf dort eine bis zu sechs Meter hohe Flutwelle auf den Zug. Während die Lokomotive den Wassermassen aufgrund ihrer hohen Masse trotzte, wurden die Wagen abgetrieben und ineinander geschoben. Ein auf der Lokomotive verbliebener Heizer und die zehn Reisenden im Zug überlebten.

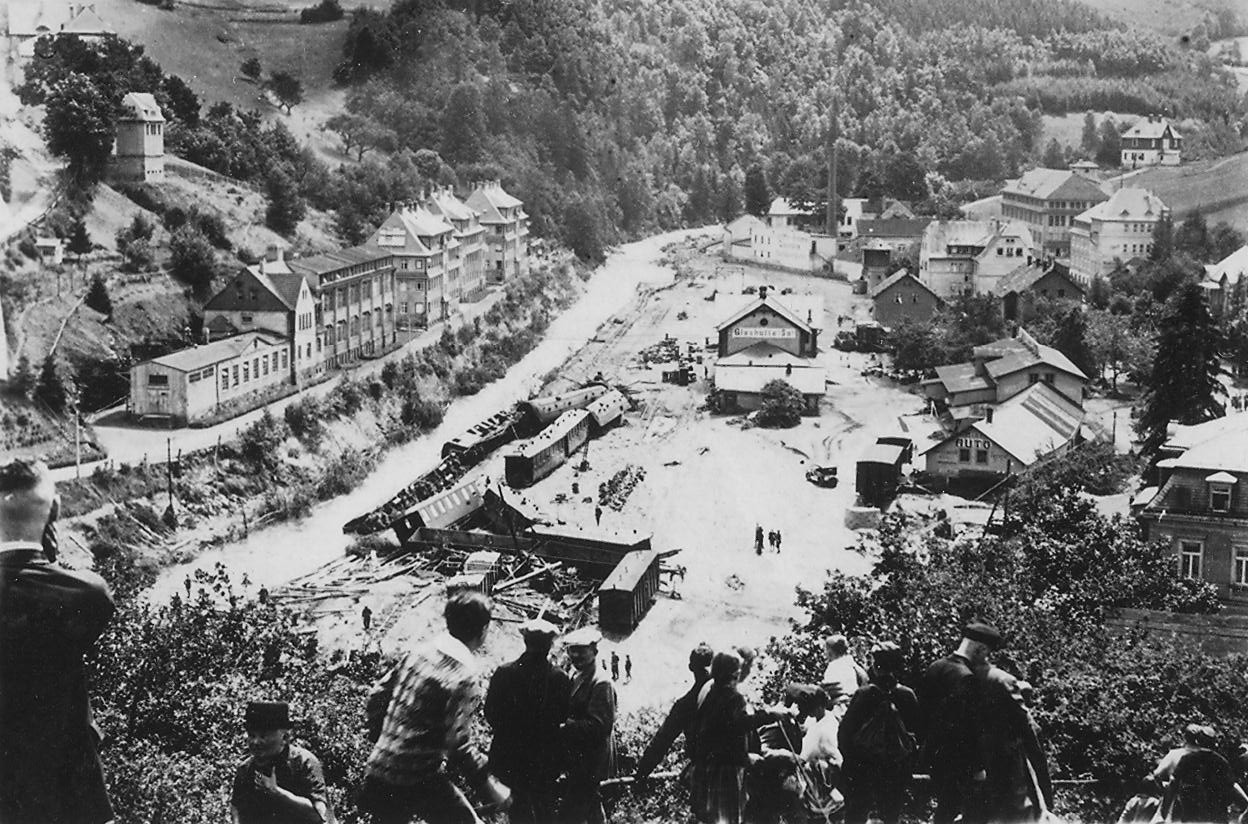
Verwüstungen nach dem Hochwasser vom 8. Juli 1927 im Bahnhof Glashütte

Infolge des Hochwassers waren 42 Kilometer der Strecke mehr oder weniger beschädigt. Von den 28 Eisenbahnbrücken waren 24 eingestürzt. Der Wiederaufbau der Strecke wurde schnell  realisiert. Am 26. Juli wurden die Fabriken in Köttewitz wieder von Güterzügen bedient, am 18. August erreichten die Züge Weesenstein. Ab 15. August gab es einen Inselbetrieb auf dem gering beschädigten Abschnitt zwischen Lauenstein und Altenberg. Stufenweise wurde die zerstörte Strecke wieder in Betrieb gesetzt. Den Ersatzverkehr übernahmen Kraftomnibusse der staatlichen Kraftverkehrsgesellschaft Sachsen (KVG Sachsen). Aufgrund der ebenso zerstörten parallelen Talstraße fuhren die Busse von Dresden aus über Dippoldiswalde ins Müglitztal.
Am 1. Dezember 1927 wurde der planmäßige Zugverkehr auf der Gesamtstrecke wieder aufgenommen. Ein am Vortag gefahrener Prüfungszug wurde von der örtlichen Bevölkerung mit der gleichen Begeisterung begrüßt, wie zur Streckeneröffnung im Jahr 1890. An vielen Bahnhöfen waren Ehrenpforten aus Reisig aufgebaut. In jener Zeit mehrten sich die Stimmen, die einen Neubau in Normalspur in möglichst hochwassersicherer Lage forderten.
Die wiederaufgebaute Strecke kam schnell an ihre Kapazitätsgrenze. Insbesondere bei gutem Wetter an den Sonntagen im Winter mussten zusätzlich zum Planverkehr bis zu zehn zusätzliche Züge eingesetzt werden, um die bis zu 4000 Wintersportler auf den Erzgebirgskamm zu befördern. Die dafür eingesetzten Züge bestanden aus bis zu zehn vierachsigen Wagen. Sie mussten zwischen Lauenstein und Altenberg mit Vorspannlokomotive gefahren werden. Im Sommer wurde den planmäßigen Zügen ein offener Aussichtswagen am Zugschluss beigegeben, der als besondere Attraktion galt. Der letzte Höhepunkt im Bahnbetrieb waren die Deutschen Skimeisterschaften im Februar 1937. Für die An- und Abreise der Teilnehmer waren in den Zügen insgesamt 8450 Plätze reserviert.
In den 1930er Jahren war die Müglitztalbahn die wirtschaftlichste aller 28 sächsischen Schmalspurstrecken. Die Überlandbusse der KVG und der Reichspost benötigten zwischen Dresden und Altenberg etwa 90 Minuten bei etwas höheren Fahrpreisen. Die Reisezeit mit der Eisenbahn war mit dem Umstieg in Heidenau über eine Stunde länger.

### Neubau als Normalspurbahn

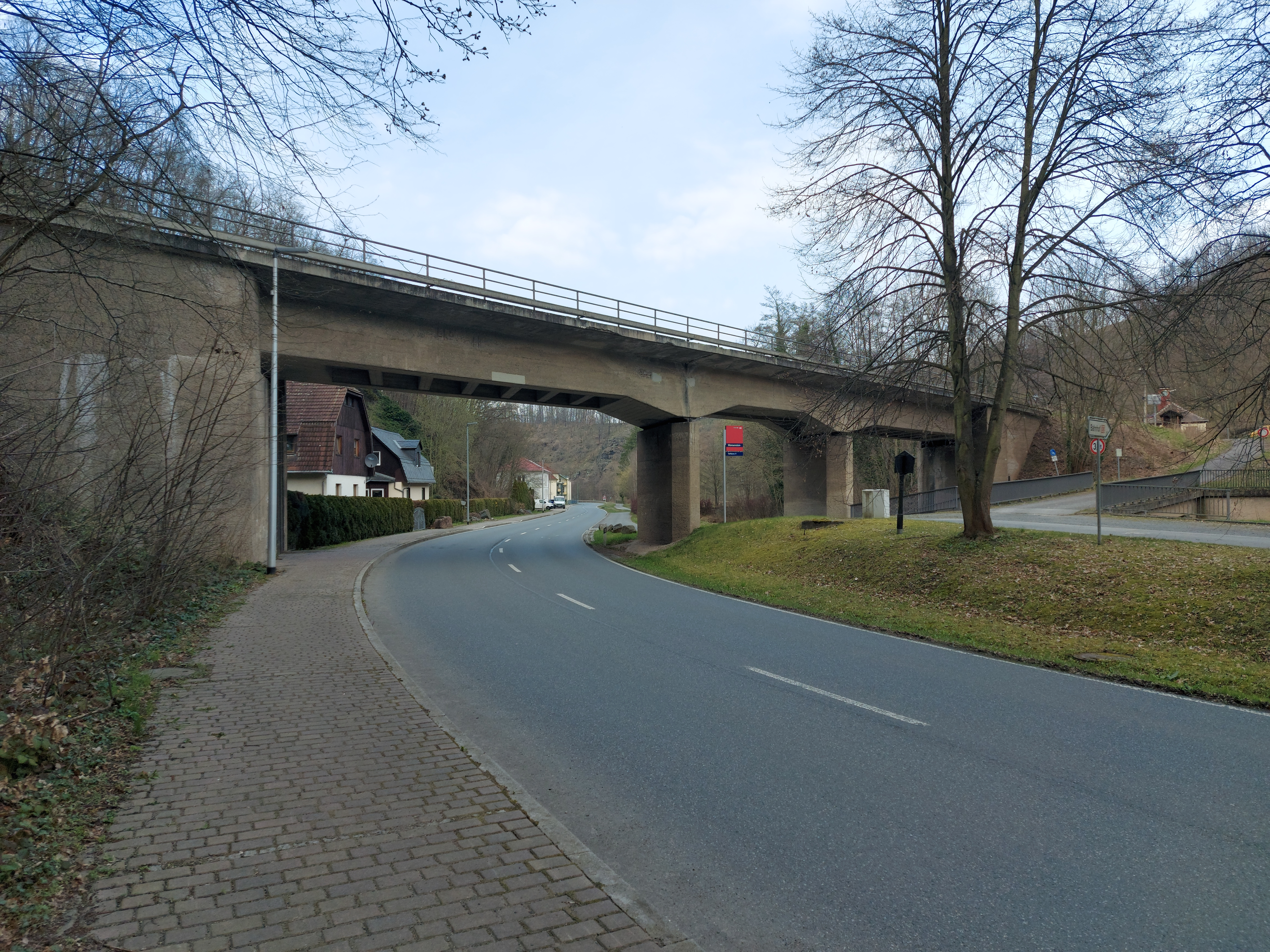
Die neue Normalspurstrecke wurde auf längeren Abschnitten großzügig höher trassiert. Unter der mittleren, schmaleren Öffnung der neuen Brücke in Weesenstein lag bis 1938 das Gleis der Schmalspurbahn (2024)

Nach der Machtergreifung der Nationalsozialisten im Jahr 1933 war es ein erklärtes Ziel der neuen Reichsregierung, die hohe Arbeitslosigkeit in der Bevölkerung mit Hilfe von staatlich finanzierten Arbeitsbeschaffungsmaßnahmen abzubauen. Reichsweit wurden daraufhin Großbaustellen zur Erweiterung der Verkehrsinfrastruktur eingerichtet.
Die Deutsche Reichsbahn beschloss darum im Jahr 1934, die Strecke auf Normalspur umzubauen. Dieses Vorhaben wurde zwischen Januar 1935 und Dezember 1938 umgesetzt. Der Abschnitt von Heidenau bis Lauenstein wurde weitgehend neu trassiert, auf dem restlichen Teilstück bis Altenberg wurden größtenteils nur die Radien der alten Trasse aufgeweitet. Durch die Neutrassierung mit fünf Tunneln ist die Normalspurstrecke etwa drei Kilometer kürzer. Zur Aufrechterhaltung des Schmalspurbetriebes gab es an verschiedenen Abschnitten provisorische Streckenführungen um laufende Baustellen. Unter anderem gab es eine Umfahrung am Bahnhof Glashütte, dessen Gleisniveau im Zuge des Umbaues um zwei Meter angehoben wurde.
Als erstes wurde die Strecke am 14. August 1938 zwischen Lauenstein und Altenberg gesperrt, um dort die Trasse auf Normalspur umzubauen. Für den Personen- und Güterverkehr wurde ein Schienenersatzverkehr eingerichtet. Zwischen Heidenau und Lauenstein fuhr der letzte Personenzug am 14. September 1938. Die Gleisanschlüsse in Köttewitz wurden dagegen noch bis zum 20. Dezember 1938 von schmalspurigen Güterzügen bedient. Danach wurde die Strecke vollständig abgebrochen. Die Lokomotiven und Wagen wurden auf andere Strecken umgesetzt.
Die neue Normalspurbahn wurde am 23. Dezember 1938 provisorisch eröffnet. Aufgrund eines Erdrutsches am 14. Dezember 1938 zwischen Oberschlottwitz und Glashütte war zunächst nur zwischen Heidenau und Oberschlottwitz sowie Glashütte und Altenberg ein regulärer Bahnbetrieb möglich. Der planmäßige Eisenbahnbetrieb auf der Gesamtstrecke begann am 26. April 1939. Zwischen Dresden Hbf und Altenberg (Erzgeb) hatten die Personenzüge eine Fahrzeit zwischen 70 und 85 Minuten.

## Fahrzeugeinsatz

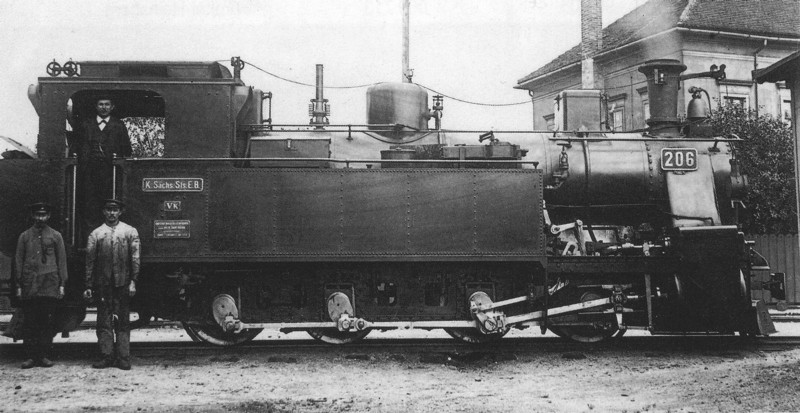
Sächsische V K (Mügeln; um 1905)

Die eingesetzten Fahrzeuge entsprachen den allgemeinen sächsischen Bau- und Beschaffungsvorschriften für die Schmalspurbahnen und konnten daher freizügig mit Fahrzeugen anderer sächsischer Schmalspurstrecken getauscht werden.
In den Anfangsjahren kamen zunächst die dreifach gekuppelten I-K-Lokomotiven auf der Strecke zum Einsatz. Später wurde der Zugverkehr von der sächsischen Gattungen IV K (Baureihe 99.51–60) und V K (Baureihe 99.61) bewältigt. Ab 1919 kam die leistungsstarke, fünffachgekuppelte Gattung VI K (Baureihe 99.65–71) zum Einsatz. 
Die ab 1928 gelieferten modernen Einheitslokomotiven der DR-Baureihe 99.73–76 kamen nicht mehr zur Müglitztalbahn, wengleich einige Versuchsfahrten stattfanden. Für ihren planmäßigen Einsatz hätten einige Brücken verstärkt werden müssen, was angesichts der ab 1934 geplanten Umspurung nicht mehr geschah. 
Der Güterverkehr wurde vor allem mit Schmalspurgüterwagen abgewickelt. Später wurde ergänzend der Rollfahrzeugverkehr eingeführt, sodass normalspurige Wagen auf die Schmalspur übergehen konnten.